# マネス音楽大学
マネス音楽大学（英語: Mannes School of Music - The New School）は、アメリカ合衆国ニューヨーク州ニューヨーク市マンハッタン区ウェストビレッジに本部を置くアメリカ合衆国の音楽大学。1916年創立、1916年大学設置。大学の略称はMannes。

## 概要
ニューヨーク交響楽団でコンサートマスターを務めたヴァイオリニストのデイヴィッド・マネスにより創設された。ウラディミール・ホロヴィッツが教鞭をとった唯一の音楽学校である。
作曲家のジョルジュ・エネスコやエルンスト・ブロッホ、指揮者のジョージ・セルといった巨匠が教授を務めていたこともあり、その規模にしては音楽理論の教室や作曲学科、指揮学科の充実ぶりでよく知られる。主な出身生にチョン・ミョンフン、セミヨン・ビシュコフ、ジョアン・ファレッタ、キンボー・イシイ等。
ニューヨークに存在する音楽学校の例に漏れず、著名なピアニストや声楽家、オーケストラ奏者を数多く輩出している。
1989年より同市内にある総合大学ニュースクール大学と提携し、2005年に公式に同学の名称を冠することになった。ニュースクール傘下の提携大学間の単位の相互交換や人的交流が古くから認められている。